# Snabel
En snabel (på latin Proboscis efter græsk pro "frem, før" og boskein "at spise") er et langt værktøj som sidder i nærheden af eller i munden. Oprindeligt en betegnelsen for udvidet næse med vejrtrækningsåbninger på spidsen af næsen hos dyr.
| Dyr | Spire Denne artikel om dyr er en spire som bør udbygges. Du er velkommen til at hjælpe Wikipedia ved at udvide den. |